# Kawakami Chikaharu
Pour les articles homonymes, voir Kawakami.
Kawakami Chikaharu (川上 親晴, Kawakami Chikaharu), né le 6 juillet 1855 dans le domaine de Satsuma et décédé le 12 mai 1944, est un homme d'affaires, fonctionnaire et homme politique japonais, gouverneur successivement des préfectures de Toyama, Wakayama et Kumamoto, ainsi que le 4e maire de Kyoto et le 20e surintendant-général de la Police métropolitaine de Tokyo.

## Biographie
Kawakami Chikaharu naît le 23e jour du 5e mois de la 2e année de l'ère Ansei, de Kawakami Shōbei (川上 正兵衛), un fonctionnaire pour le clan Kajiki-Shimazu (ja) (加治木島津家), un des clans administrateurs du domaine de Satsuma, et de Sumi, née Tomishima.
Il s'inscrit dans une Shi-gakkō (en), un type d'académie militaire, mais, dégoûté par l'orientation vers l'aspect militaire seulement et le caractère fermé de l'établissement, il abandonne ses études. À cette occasion, il est insulté par Saigō Takamori (西郷 隆盛), qui ne comprend son indépendance, et se retrouve ostracisé dans son village natal. Dans l'académie, il rencontre le professeur Murata Shinpachi (ja) (村田 新八), qui lui raconte ses expériences de voyage à l'étranger.
Il succède à la tête de la famille en décembre 1875.
En avril 1877, durant la rébellion de Satsuma, il est nommé inspecteur-adjoint (ja) à la police métropolitaine. Après avoir été inspecteur de première classe dans la préfecture d'Okinawa, puis inspecteur de première classe à Osaka, Kawakami est transféré en avril 1882 dans la préfecture d'Ishikawa, devenant inspecteur-adjoint au commissariat (ja) de Takaoka. Par la suite, il occupe divers postes, notamment directeur du commissariat de Kanazawanaka (ja) (金沢中警察署), directeur de la deuxième division, première division, puis directeur général du commissariat général de la préfecture d'Ishikawa (ja) (石川県警察部).
En janvier 1887, il est transféré au ministère de l'Intérieur et travaille à l'école de formation policière, tout en servant comme secrétaire à la quatrième école supérieure (ja). En janvier 1888, il est nommé directeur de la police de la préfecture de Tochigi, puis il occupe les postes de chef de la police fluviale de Tokyo (ja), de chef du commissariat d'Ogawa-chō (ja) (小川町警察署), de directeur de la police de la préfecture de Nara et de directeur de la police de la préfecture de Kyoto.
En avril 1899, il est nommé secrétaire dans la préfecture de Mie, et par la suite, est secrétaire dans les préfectures de Yamaguchi, Aichi, et Kumamoto, ainsi que chef du secrétariat à la Police métropolitaine.
En novembre 1905, il est nommé gouverneur de la préfecture de Toyama. Il devient ensuite gouverneur de la préfecture de Wakayama, puis maire de Kyoto. Il est élu dans une course de trois candidats, et n'occupe son poste que pour quelques mois dû à sa résignation pour devenir suritendant-général. Il permet la complétion du second canal du lac Biwa fin 1912. En décembre 1912, il est nommé surintendant-général de la Police métropolitaine dans le 3e gouvernement Katsura (en). Après l'échéance de son mandat début 1913, il prend une brève retraite. En avril 1914, il devient gouverneur de la préfecture de Kumamoto. Le 5 octobre 1916, il entre dans la Chambre des pairs ,, rejoignant le groupe dōseikai (ja), et y reste jusqu'à sa mort en 1944. Après sa retraite de la politique, il déménage à Kajiki (en) dans la préfecture de Kagoshima (aujourd'hui Aira).
Il a aussi été administrateur à la banque agricole (ja) (農工銀行).
Il épouse Nui Nakamura, née en 1857 à Osaka d'une famille de samouraïs. Son fils adoptif Chikatoshi, né en 1882 d'Ōshige Tameyasu, est devenu maire de la ville de Yokkaichi (préfecture de Mie).

## Distinctions
- Ordre du Trésor sacré, seconde classe le 7 novembre 1915[7]
- Médaille commémorative de la Grande reconnaissance (ja) le 10 novembre 1915[8]
- Médaille commémorative du 2 600e anniversaire de la fondation de l'empire du Japon (ja), le 10 novembre 1940[9]